# Yahballaha III
Yahballaha III ou Jabalaha (1244-1317) fut catholicos de l'Église de l'Orient (dite « Église nestorienne ») de 1281 à 1317.

## Sources
Sa vie est connue par un texte contemporain anonyme en syriaque, l'Histoire de Mar Yahballaha et de Rabban Sauma, retrouvé près d'Ourmia au XIXe siècle par le missionnaire américain Isaac Hollister Hall et édité par le savant lazariste Paul Bedjan. C'est un récit en trois parties qui raconte la jeunesse des deux protagonistes jusqu'à l'élection de Yahballaha III, puis l'ambassade en Europe de Rabban Sauma d'après le compte-rendu qu'en fit celui-ci en persan, lequel est reproduit en partie verbatim, et enfin les événements qui marquèrent le catholicossat de Yahballaha III jusqu'à sa mort le 13 novembre 1317. Le texte a été rédigé entre cette dernière date et 1319. Les deux autres sources principales sont le Chronicon ecclesiasticum (2e section, col. 451 sqq.) de Bar-Hebraeus et les Livres des Mystères (V, 2) de Sliwa  Bar Yuhanna (Salîbâ b. Yuhanna al-Mawsili).

## Biographie

### Jeunesse
De son vrai nom Markos (Marc), le futur catholicos était un chrétien nestorien de naissance, fils d'un archidiacre, né près de Pékin, la Cambaluc (du nom turco-mongol de la ville en ce temps, Khanbaliq) décrite par Marco Polo, en 1244. Il appartenait à une ethnie turco-mongole, probablement les Ongüt, où l'Église de l'Orient était implantée. Il est appelé « Yahballaha le Turc » dans le colophon d'un manuscrit syriaque oriental de 1301.
Désireux de se faire moine, il se plaça sous la direction de Rabban Sauma, chrétien de la même ethnie que lui, fils d'un « périodeute » (visiteur ecclésiastique) de la communauté chrétienne de Pékin, qui avait été un prêtre marié, mais avait divorcé pour recevoir la tonsure monacale. Markos fut lui aussi tonsuré, en 1263, par Nestorius, métropolite de Pékin. Le maître et son disciple décidèrent d'aller en pèlerinage auprès du catholicos de leur Église à Bagdad, et ensuite à Jérusalem.
Ils parvinrent à Bagdad auprès du catholicos Mar Denha Ier, mais ne purent semble-t-il pas aller plus loin à cause de la guerre en Syrie et Palestine entre l'Ilkhanat et les Mamelouks. Le catholicos, désirant tirer parti de leur ethnie mongole, décida de les envoyer en ambassade auprès de l'ilkhan Abaqa, à Tabriz, pour obtenir sa confirmation (1266). Ensuite, il consacra Markos, déjà prêtre, métropolite de Chine du Nord et du pays ongüt, et Rabban Sauma visiteur général pour toutes les provinces d'Orient. Mais leur retour en Chine fut empêché par une situation troublée. Attendant des jours plus propices, ils s'installèrent dans un monastère près d'Ourmia.
Après la mort de Mar Denha Ier, le 24 février 1281, Markos se rendit à Bagdad pour assister à l'élection de son successeur. C'est sur lui que se portèrent les voix du synode. Pourtant il connaissait mal le syriaque, langue liturgique, et l'arabe, et sa science religieuse était de faible niveau. Mais la raison de son élection est autre, reconnaît son biographe (confirmé par Bar-Hebraeus) : « Les rois qui détenaient le pouvoir étaient mongols, et il n'y avait personne en dehors de lui qui connût leurs mœurs, leurs procédés et leur langue ». Il prend le nom de Yahb-Allaha, c'est-à-dire, en syriaque, « Dieu a donné ».

### Pontificat

#### Période favorable
L'ilkhan Abaqa est fort satisfait de l'élection d'un homme de sa race : recevant le nouveau catholicos pour le confirmer, il le couvre de cadeaux, lui délivre une « tablette de commandement » qui fait de lui un personnage officiel, ainsi que le diplôme et le sceau d'or de sa charge ; il lui permet de lever un impôt sur les chrétiens. Le catholicos est escorté par un noble Ouïghour chrétien, l'émir 'Ashmut, jusqu'au lieu de son intronisation, le 2 novembre 1281, l'église Mar Mari de Koké, sur le site de l'ancienne Séleucie-Ctésiphon. Ensuite, il s'installe à Maragha, l'une des capitales de l'Ilkhanat avec Tabriz..
Mais Abaqa, bouddhiste et philochrétien, meurt l'année suivante. Son frère cadet et successeur, Teküder, se convertit à l'islam sous le nom d'Ahmad ; mais son pouvoir est contesté par Arghoun, fils d'Abaqa. Dénoncé par deux de ses évêques comme partisan d'Arghoun, le catholicos est incarcéré pendant quarante jours ; la mère chrétienne de l'ilkhan, Doqouz Khatoun, le fait libérer. Teküder est assassiné le 10 août 1284, et Arghoun lui succède.
Le nouveau règne fut l'une des époques les plus fastes de l'histoire de l'Église d'Orient. Jamais un catholicos n'avait reçu autant d'honneur ; selon le chroniqueur Sliwa, « il jouit de la gloire et de la puissance plus que personne avant lui, à tel point que les Mongols, les ilkhans et leurs enfants se découvraient la tête et s'agenouillaient devant lui, ses ordres étaient exécutés dans tous les royaumes de l'Orient et les chrétiens furent élevés de son temps à un grand honneur et à une grande puissance ».
Arghoun voulait utiliser les nestoriens pour négocier une alliance avec les Européens chrétiens contre les Mamelouks. Une première ambassade fut envoyée en 1285 au pape Honorius IV, comprenant le Mongol chrétien Isa Kelemechi. Ensuite, le catholicos proposa pour accomplir la mission son maître Rabban Sauma, qui effectua en 1287-1288 une tournée des principales capitales européennes. À son retour, il rapportait pour le catholicos, de la part du pape Nicolas IV, une tiare, un anneau et une lettre reconnaissant son autorité patriarcale. Rabban Sauma devint ensuite chapelain de l'Ordou (la cour de l'ilkhan), y dressant une tente-chapelle afin que les prières dites à l'intention du souverain ne cessent jamais de jour comme de nuit.
En 1290, Yahballaha III reçoit le dominicain florentin Ricoldo da Monte Croce, qui précise que le catholicos résidait alors « à une dizaine de journées » de Bagdad où il était lui-même installé. Selon le récit du religieux italien, il aurait amené le chef de l'Église d'Orient à renier la doctrine de Nestorius, déclenchant la fureur des évêques présents, qui finissent par reconnaître que le nestorianisme est bien une erreur, mais qu'ils ne peuvent pas le dire publiquement par peur des réactions de leurs fidèles. Yahballaha III lève l'interdiction de prêcher prononcée par le clergé local contre Ricoldo après qu'il eut appelé la Vierge « Mère de Dieu ». Quoi qu'il en soit, il faut rappeler que le catholicos soulignait lui-même son faible niveau en théologie et son manque de maîtrise de la langue syriaque.
C'est au début de son catholicossat que Yahballaha III connut le maphrien jacobite Bar-Hebraeus, qui résidait aussi à Maragha et à Tabriz: « C'était un homme naturellement bon, qui nous témoigna à nous et à notre peuple [les chrétiens jacobites] beaucoup de charité », écrit le maphrien. Quand il mourut à Maragha le 29 juillet 1286, c'est Yahballaha III qui régla les obsèques, à la satisfaction de la communauté jacobite, selon le témoignage de Bar Sauma, frère et successeur de Bar-Hebraeus.
Les années du règne d'Arghoun furent toutefois assombries, pour les chrétiens nestoriens, par des événements violents qui se produisirent dans la région de Mossoul et d'Erbil, leur fief principal. Par deux fois, en 1285 et 1286, les communautés chrétiennes de la région subissent des attaques très meurtrières de pillards qui emmènent les femmes et les enfants en esclavage. Vers 1290 commence la grave affaire d'Erbil : des montagnards chrétiens servant comme auxiliaires dans l'armée mongole se comportent en pillards et commettent des atrocités à l'encontre de populations musulmanes ; des Kurdes, voulant venger leurs coreligionnaires, attaquent les villages chrétiens, dont les habitants se réfugient dans la citadelle d'Erbil, repaire des bandits nestoriens.
Arghoun meurt en 1291 ; son frère Ghaykhatou lui succède. Le 15 août 1291, il assiste dans l'église de l'Ordou, à Tabriz, à la fête de la Vierge. Mais la tente-chapelle est supprimée la même année, et Rabban Sauma quitte la cour pour aller construire une église à Maragha. En 1294, Yahballaha III entreprend, dans la même ville, l'édification d'une nouvelle résidence patriarcale, le couvent Saint-Jean-Baptiste ; Ghaykhatou y vient lui rendre visite. Mais il est assassiné le 24 mars 1295, remplacé par son cousin Baïdou. Celui-ci est d'abord philochrétien : il rétablit la tente-chapelle de la cour et finance la reconstruction d'églises. Pourtant, il finit bientôt par se rallier à l'islam, religion très majoritaire de ses États. Trop tard : Ghazan, fils d'Arghoun, s'appuyant sur des musulmans mécontents, s'empare de Tabriz ; Baïdou trouve la mort en s'enfuyant vers le Caucase, n'ayant régné que six mois.

#### Persécutions
Le nouveau règne, sous l'égide de l'émir Nowrouz, premier ministre, est un temps de persécution pour les non-musulmans : Nowrouz fait de l'islam la seule religion tolérée et ordonne la destruction de tous les édifices religieux autres que les mosquées (églises, synagogues et pagodes bouddhistes). Dès la fin de l'année 1295, Yahballaha III est emprisonné deux fois et torturé pour le contraindre à abjurer. Après Noël, le catholicos parvient à s'enfuir, mais cette évasion provoque un redoublement de persécutions contre les chrétiens. Vers Pâques 1296, Ghazan ordonne des mesures de tolérance ; il fait même fabriquer un fac-similé du sceau d'or accordé par Abaqa à Yahballaha III, qui a disparu pendant le pillage de la résidence catholicossale. Mais les rapports entre le souverain et le chef religieux se dégradent à nouveau à cause de l'affaire d'Erbil : l'ilkhan exige que les chrétiens évacuent la citadelle ; le catholicos refuse en arguant qu'elle est nécessaire à leur protection contre les Kurdes. Le différend ne va pas jusqu'à la rupture.
En 1301, Yahballaha III inaugure son nouveau couvent-résidence à Maragha. En 1302, Ghazan envoie le chrétien Saad al-Din en ambassade auprès du pape Boniface VIII, et le catholicos lui confie une lettre dans laquelle il manifeste clairement son désir d'union des Églises. Dans une autre lettre, écrite à Maragha et datée de mai 1304 (retrouvée par le cardinal Tisserant dans les archives du Vatican), il donne son accord aux propositions d'union et fait une profession de foi catholique sans doute dictée par Jacques d'Arles-sur-Tech, supérieur des dominicains installés à Maragha ; toutefois, il reconnaît qu'il n'a pas une autorité suffisante sur ses évêques pour imposer l'union.
Ghazan meurt en 1304, remplacé par son frère Oldjaïtou, qui avait été baptisé chrétien du vivant d'Arghoun sous le nom de Nicolas, mais s'était ensuite converti à l'islam et était devenu nettement hostile au christianisme. Les tracasseries dont il est victime amènent bientôt le catholicos à quitter Maragha pour chercher refuge dans la citadelle d'Erbil, où il se fait construire une résidence en 1306. En 1310, Oldjaïtou décide d'en finir et adresse un ultimatum aux occupants chrétiens de la citadelle, qui doivent quitter les lieux. Yahballaha III s'exécute et conseille à ses coreligionnaires de faire de même, mais il est accusé de trahison par les jusqu'au-boutistes et menacé de mort. Finalement, il parvient à convaincre les récalcitrants de se rendre, mais l'investissement de la citadelle par les troupes de l'ilkhan, le 4 juillet 1310, est un carnage : tous les hommes sont massacrés, les femmes et les enfants sont emmenés en esclavage. La communauté chrétienne d'Erbil est entièrement liquidée.
La mise du catholicos lui-même est sauvée par le puissant émir Chupan. Profondément abattu par la tragédie, il passe les sept dernières années de sa vie retiré dans son couvent-résidence de Maragha. Il meurt le 13 novembre 1317, âgé de 73 ans, après avoir occupé sa fonction pendant 36 ans. Après la mort de l'émir Chupan (1327), la situation des chrétiens s'aggrava de nouveau et le couvent Saint-Jean-Baptiste de Maragha fut confisqué et transformé en mosquée. La dépouille de Yahballaha III fut alors transférée dans le couvent Saint-Michel, près d'Erbil.